# OceanoScientific
 (août 2022).
 (janvier 2024).
La mise en forme du texte ne suit pas les recommandations de Wikipédia : il faut le « wikifier ».
Les points d'amélioration suivants sont les cas les plus fréquents. Le détail des points à revoir est peut-être précisé sur la page de discussion.
- Les titres sont pré-formatés par le logiciel. Ils ne sont ni en capitales, ni en gras.
- Le texte ne doit pas être écrit en capitales (les noms de famille non plus), ni en gras, ni en italique, ni en « petit »…
- Le gras n'est utilisé que pour surligner le titre de l'article dans l'introduction, une seule fois.
- L'italique est rarement utilisé : mots en langue étrangère, titres d'œuvres, noms de bateaux, etc.
- Les citations ne sont pas en italique mais en corps de texte normal. Elles sont entourées par des guillemets français : « et ».
- Les listes à puces sont à éviter, des paragraphes rédigés étant largement préférés. Les tableaux sont à réserver à la présentation de données structurées (résultats, etc.).
- Les appels de note de bas de page (petits chiffres en exposant, introduits par l'outil «  Source ») sont à placer entre la fin de phrase et le point final[comme ça].
- Les liens internes (vers d'autres articles de Wikipédia) sont à choisir avec parcimonie. Créez des liens vers des articles approfondissant le sujet. Les termes génériques sans rapport avec le sujet sont à éviter, ainsi que les répétitions de liens vers un même terme.
- Les liens externes sont à placer uniquement dans une section « Liens externes », à la fin de l'article. Ces liens sont à choisir avec parcimonie suivant les règles définies. Si un lien sert de source à l'article, son insertion dans le texte est à faire par les notes de bas de page.
- La présentation des références doit suivre les conventions bibliographiques. Il est recommandé d'utiliser les modèles {{Ouvrage}}, {{Chapitre}}, {{Article}}, {{Lien web}} et/ou {{Bibliographie}}. Le mode d'édition visuel peut mettre en forme automatiquement les références.
- Insérer une infobox (cadre d'informations à droite) n'est pas obligatoire pour parachever la mise en page.

Pour une aide détaillée, merci de consulter Aide:Wikification.
Si vous pensez que ces points ont été résolus, vous pouvez retirer ce bandeau et améliorer la mise en forme d'un autre article.
OceanoScientific est une association philanthropique d'intérêt général qui témoigne, sensibilise et éduque le plus large public dans le but de faire respecter et aimer l'océan et sa biodiversité pour favoriser leur préservation au profit des générations futures. Elle contribue à la mise en œuvre d'expéditions océanographiques à la voile sans émission de CO2 dans des zones maritimes peu ou pas explorées pour accroître la connaissance de l'Océan, des causes et conséquences du dérèglement climatique et de la pollution.

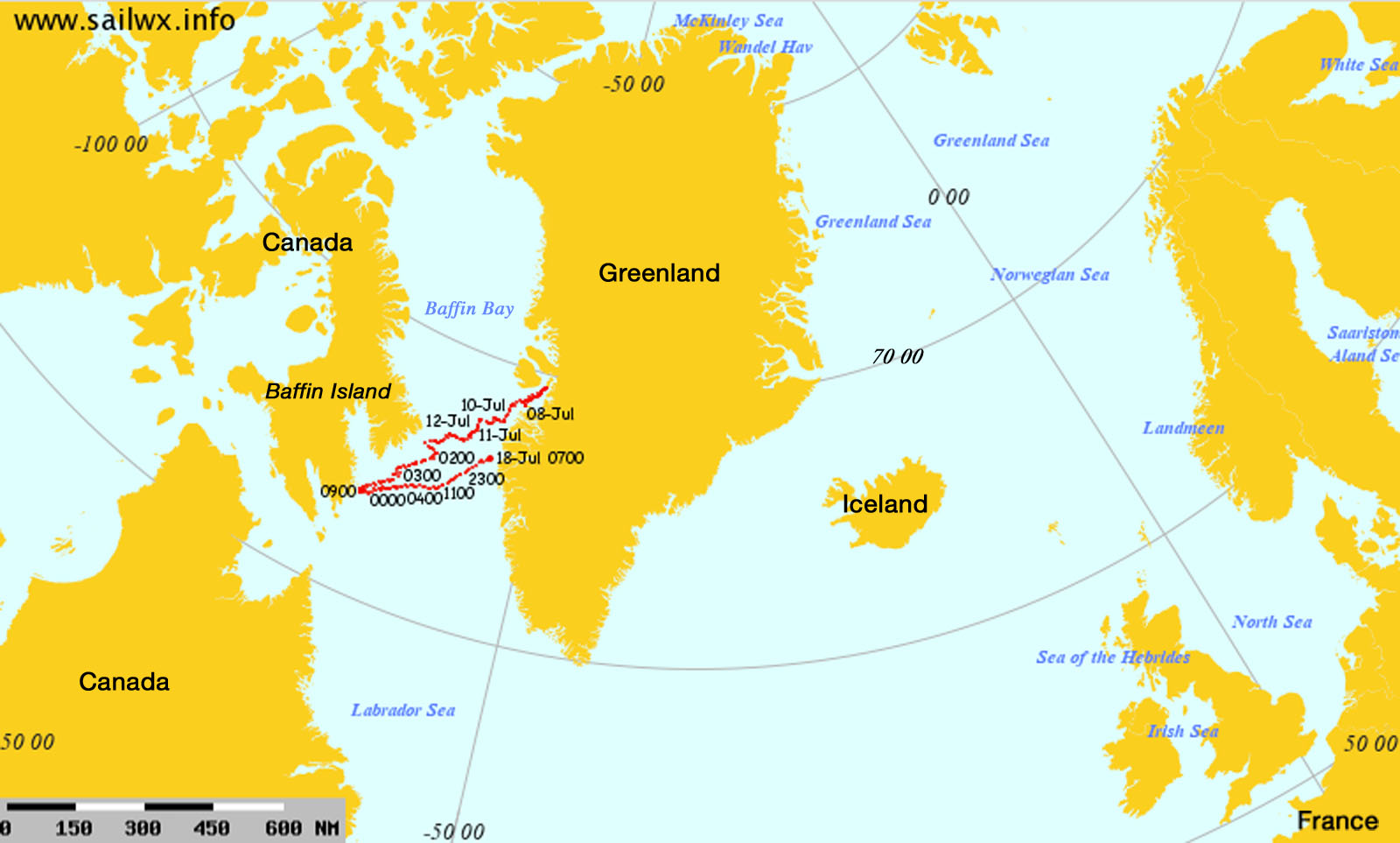
Trajet de la goélette La Louise équipée de l’OSC System qui collectait des données à l’interface océan - atmosphère toutes les six secondes.

## Historique
Yvan Griboval est l’initiateur de l’association MEROCEANS (Mesure - Expéditions - Recherche OCEan & Atmosphère en Navigations Scientifiques), créée le 7 janvier 2011 et présidée par Jean-François Leprince-Ringuet, descendant du physicien Louis Leprince-Ringuet (1901-2000), qui participa en 1974 à la création du "Groupe Paul-Émile Victor pour la Défense de l'Homme et de son Environnement" avec Paul-Émile Victor, Alain Bombard, Jacques-Yves Cousteau et Haroun Tazieff. 
Le 30 janvier 2015, l'association philanthropique d’intérêt général à but non lucratif MEROCEANS est renommée OceanoScientific.
Le 30 juin 2016, Yvan Griboval est nommé Directeur des Expéditions OceanoScientific, puis il devient Président de l'association le 18 octobre 2018.
L'association est d'abord domiciliée 32 avenue des Champs-Élysées à Paris (75008) au siège de la société Biologique Recherche, présidée par Rupert Schmid, un des quatre fondateurs de cette association. Puis à la Maison de l'Océan, l'Institut océanographique de Monaco à Paris, 195 rue Saint-Jacques (75005).
En juillet 2022, OceanoScientific quitte Paris pour s'établir en Région Sud, au Club Nautique de la Marine à Toulon (CNMT) sur la Base navale, quai de Norfolk à Toulon (83000). Malheureusement, la complexité d'une domiciliation dans la Base navale, contraint l'association OceanoScientific de déménager son siège social dans ses bureaux administratifs : 25 avenue Notre-Dame à Nice (06000) le 21 mars 2023.

## Expéditions
La première Expédition OceanoScientific Tour du Monde 2016-2017 a été réalisée dans le courant circumpolaire antarctique, pour collecter des données à l'interface océan atmosphère à destination de la communauté scientifique internationale pour une meilleure compréhension du changement climatique. Cette collecte était permise grâce à l’OceanoScientific System (OSC System), un matériel d’acquisition et de transmission automatiques par satellite de paramètres scientifiques. Lors de ce Tour du Monde, Yvan Griboval a manœuvré un voilier monocoque scientifique de performance, qui l'a mené sous les trois caps : Bonne-Espérance, Leeuwin, Horn, pendant une expédition de 152 jours en solitaire.
L'Expédition OceanoScientific Contaminants Méditerranée 2020 a été réalisée trois ans plus tard à bord du maxi-catamaran de 33 mètres AMAALA EXPLORER (ex-CLUB MED). Du 15 au 30 octobre 2020, slalomant entre les périodes de confinement consécutives à la pandémie de Covid-19, Yvan Griboval a mené la première campagne de collecte de données scientifiques relative aux contaminants de surface au Nord de la Méditerranée occidentale.
L'association OceanoScientific a ensuite mis en place en juillet 2023 l'Expédition OceanoScientific ADNe Méditerranée 2023, consacrée à une collecte inédite d'ADN environnemental (ADNe) le long de la côte méditerranéenne française. Partie du Yacht Club de Monaco lundi 3 juillet et démarrée devant Menton le jour même, elle s'est terminée cette semaine dans le Port de Gruissan du fait d'un fort coup de vent sur l'ensemble de la Méditerranée, particulièrement actif dans le Golfe du Lion. Cette campagne océanographique à la voile s'inscrit dans le cadre de la Mission BioDivMed, une mission océanographique innovante dont l'objet est de réaliser un inventaire du vivant synchronisé et standardisé sur le littoral méditerranéen français et dans le Sanctuaire Pelagos sous l’impulsion conjointe de l’Agence de l’eau Rhône Méditerranée Corse, de l’Université de Montpellier et d’un laboratoire commun entre l’Unité de Recherche MARBEC et l’entreprise SpyGen. 
Les Expéditions OceanoScientific Récifs Coralliens 2023-2030, dont la Cérémonie de Grand Départ du Yacht Club de Monaco s'est tenu le jeudi 21 décembre sont réalisées à la voile sans émission de CO2 par l’OceanoScientific Explorer LOVE THE OCEAN, un catamaran Lagoon 570 de 17 mètres équipé pour des navigations exploratoires inédites avec une autonomie énergétique vertueuse grâce à 2 000 watts de panneaux solaires.